# 멀섬

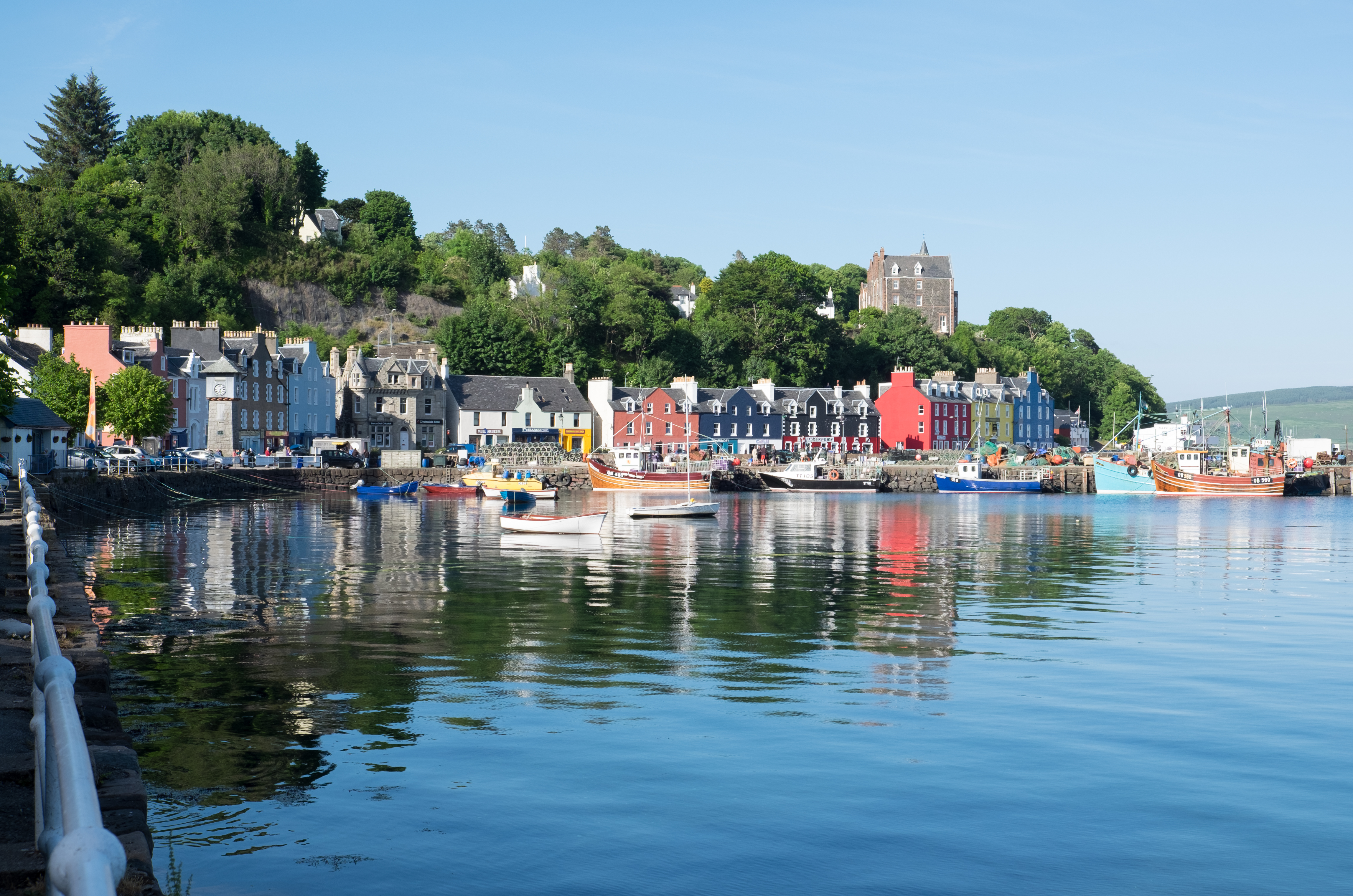

멀섬(영어: Mull, 스코틀랜드 게일어: Muile, Isle of Mull)은 스코틀랜드 서부 해안의 아가일 뷰트에 속하는 이너헤브리디스 제도에서 2번째로 큰 섬이다.
2011년 기준으로 인구는 2,800명이다.